# Amazonka białoczelna
Amazonka białoczelna (Amazona albifrons) – gatunek średniej wielkości ptaka z rodziny papugowatych (Psittacidae), zamieszkujący Meksyk i Amerykę Centralną. Nie jest zagrożony wyginięciem.

## Podgatunki i zasięg występowania

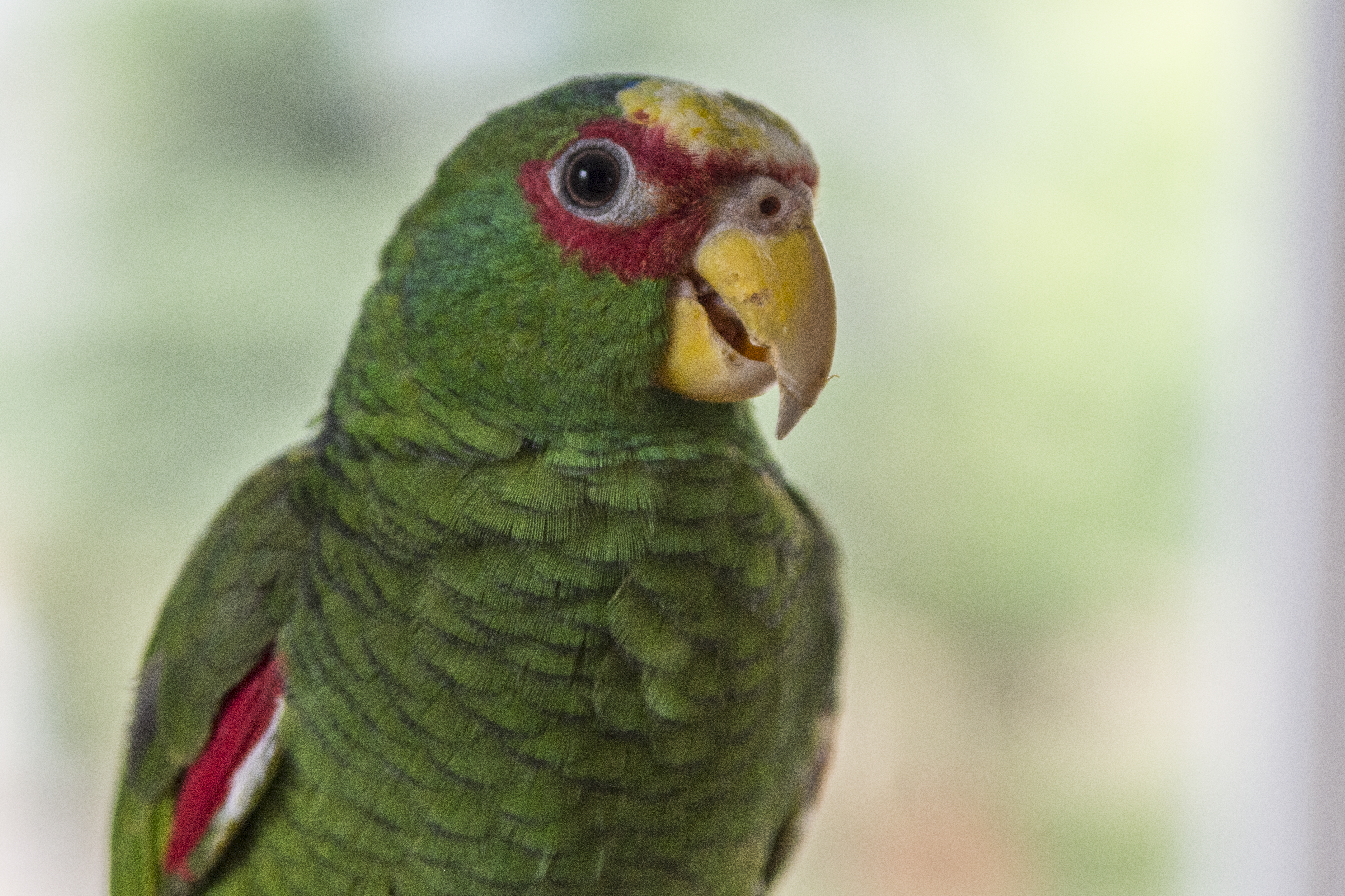
Samiec z podgatunku albifrons

Amazonka białoczelna zasiedla według podgatunku:
- A. a. saltuensis Nelson, 1899 – północno-zachodni Meksyk
- A. a. albifrons (Sparrman, 1788) – zachodni Meksyk do południowo-zachodniej Gwatemali
- A. a. nana W. Miller, 1905 – południowo-wschodni Meksyk do północno-zachodniej Kostaryki

## Morfologia

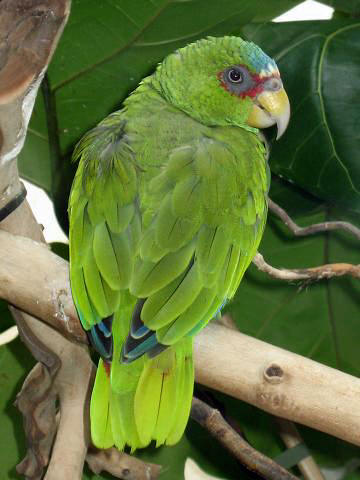
Osobnik młodociany

Długość ciała wynosi około 26 cm, masa ciała 188–242 g. Samiec zielony z szarawymi obrzeżeniami piór. Kantarek i okolice oczu czerwone. Pokrywy I rzędu czerwone. Sterówki zielone z czerwonymi nasadami. Dziób żółty, podobnie jak i tęczówka. Obrączka oczna szara. Samica nie posiada czerwonych pokryw skrzydłowych. Czoło białe, przód głowy niebieski u obu płci.

## Tryb życia
Żyją w parach bądź w stadach o wielkości ok. 20–30 osobników.

## Lęgi

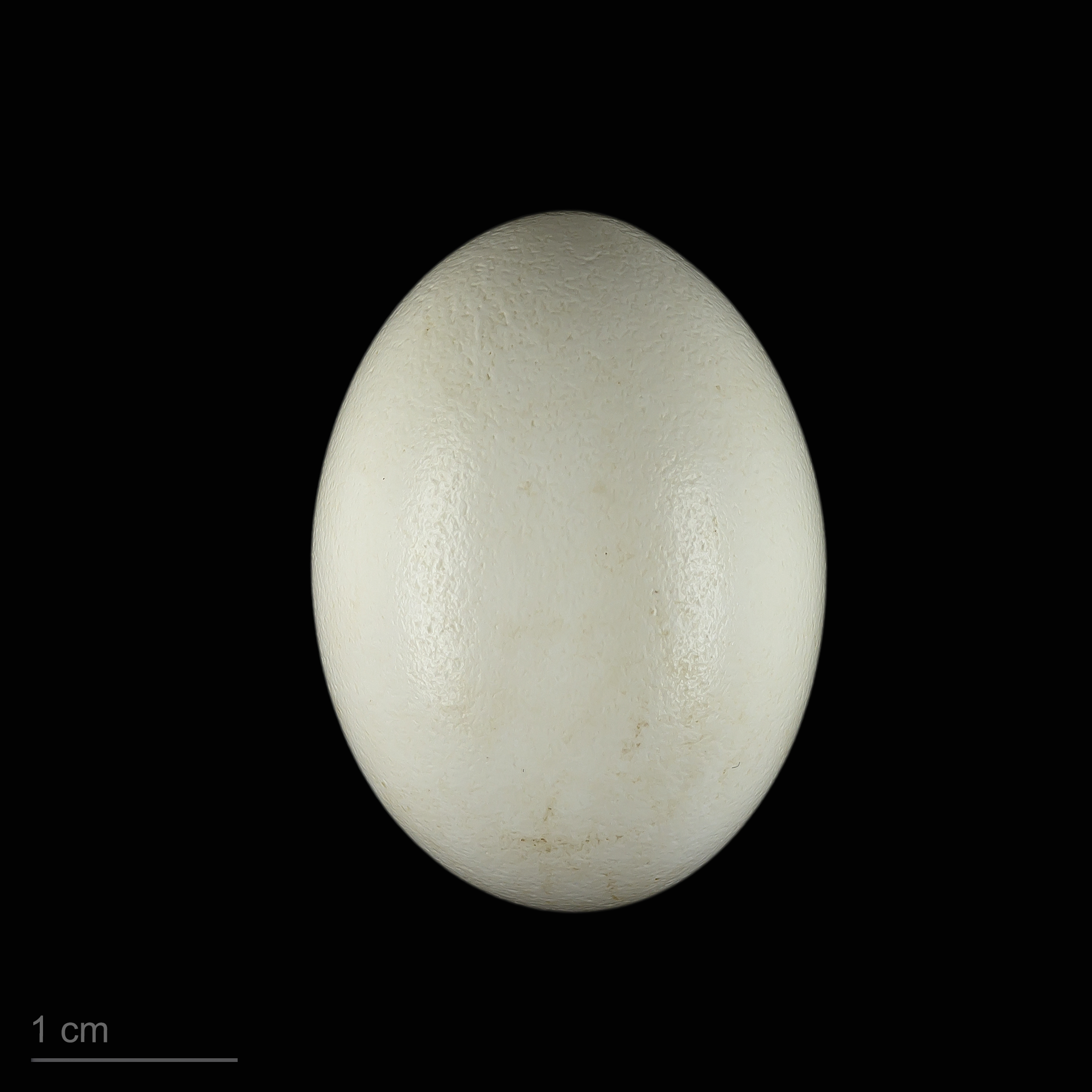
Jajo z kolekcji muzealnej

W lęgu 3–4 białe jaja o wymiarach około 30,0 × 22,5 mm. W niewoli inkubacja trwa 26 dni, młode są w pełni opierzone po 7–8 tygodniach od wyklucia.

## Status i ochrona
Międzynarodowa Unia Ochrony Przyrody (IUCN) uznaje amazonkę białoczelną za gatunek najmniejszej troski (LC – least concern) nieprzerwanie od 1988 roku. W 2008 roku organizacja Partners in Flight szacowała, że całkowita liczebność populacji mieści się w przedziale 0,5–5,0 milionów osobników. BirdLife International uznaje trend liczebności populacji za wzrostowy, gdyż degradacja środowiska powoduje powstanie nowych, dogodnych dla tego gatunku siedlisk. Gatunek wymieniony jest w II załączniku konwencji waszyngtońskiej (CITES).